# نوسا إيغيبور
نوسا إيغيبور (بالإنجليزية: Nosa Igiebor) (9 نوفمبر 1990 أبوجا نيجيريا - ) هو لاعب كرة قدم نيجيري، يلعب كلاعب وسط، شارك في كأس الأمم الأفريقية 2013.

## وصلات خارجية
نوسا إيغيبور على موقع الاتحاد الدولي (مؤرشف)  (الإنجليزية)
- نوسا إيغيبور على موقع الدوري الأمريكي (الإنجليزية)
- نوسا إيغيبور على موقع قاعدة بيانات كرة القدم.إي يو (الإنجليزية)
- نوسا إيغيبور على موقع ناشيونال فوتبول تيمز (الإنجليزية)
- نوسا إيغيبور على موقع Soccerbase.com (لاعب) (الإنجليزية)
- نوسا إيغيبور على موقع Soccerway.com (الإنجليزية)
- نوسا إيغيبور على موقع عالم كرة القدم.نت (الإنجليزية)
- نوسا إيغيبور على موقع AS.com (الإسبانية)